# Siège de Castelnuovo
 (décembre 2023).
 (mars 2017).
Améliorez-le ou discutez des points à vérifier. 
Guerre vénéto-ottomane (1537-1540)
Le siège de Castelnuovo (actuel Herceg Novi, au Monténégro) a lieu à l'été 1539. Il est mené par Khayr ad-Din Barberousse, grand amiral de la flotte ottomane de Soliman le Magnifique, contre des troupes espagnoles et impériales présentes dans cette place depuis 1538, dans le cadre de la guerre de la Sainte Ligue contre l'Empire ottoman. Le siège dure quatre semaines, du 13 juillet au 10 août. Il s'achève par la victoire de Barberousse, la quasi-totalité des défenseurs, refusant de se rendre malgré une lourde infériorité numérique, ayant péri au cours du siège. Toutefois, près de 8 000 assaillants sont tués au cours des combats.

## Contexte

### Les relations entre l'Empire ottoman et Charles Quint
À la suite de l'invasion de l'Autriche par les armées ottomanes et à l'échec du siège de Vienne en 1529, les princes protestants allemands décident de mettre de côté leur différends avec Charles Quint, empereur romain germanique, et de participer à la guerre contre leur ennemi commun en Europe centrale. Les Turcs sont repoussés jusqu'à leurs bases de départ en Hongrie. La menace ottomane est ainsi conjurée sur terre, mais en Méditerranée, la flotte turco-algérienne de Barberousse (qui est aussi le maître de la régence d'Alger) représente une menace grave pour les navires et ports chrétiens. En 1534, Barberousse s'empare de Tunis, mais en est chassé en 1535 par la flotte d'Andrea Doria, amiral de Charles Quint[réf. nécessaire].

### La guerre vénéto-ottomane (1537) et la Sainte Ligue (1538)
En 1537, Soliman et Barberousse lancent une offensive contre les possessions de Venise, à Corfou, puis dans le duché de Naxos. L'année suivante, le pape Paul III forme une alliance, la Sainte Ligue, avec Charles Quint, la république de Venise, le Pape Paul III et l'archiduc Ferdinand d'Autriche, frère de l'empereur, envisageant de détruire la flotte turco-barbaresque voire de prendre Constantinople. Andrea Doria est nommé responsable de la flotte alliée et Ferrante Gonzaga, vice-roi de Sicile, des opérations terrestres dans les Balkans[réf. nécessaire].
Néanmoins, les rêves de détruire les forces ottomanes se dissipent rapidement car la flotte alliée ne réunit que 130 navires (à peu près le même nombre que la flotte ottomane en Méditerranée) au lieu des 200 prévus. Parallèlement, des mésententes apparaissent entre les chefs de la Sainte Ligue ; les Italiens, qui fournissent beaucoup de navires (mais beaucoup moins d'hommes) jalousent les Espagnols qui composent la majeure partie des troupes embarquées et occupent les postes supérieurs. Par ailleurs, la France, allié traditionnel des Ottomans, menace de reprendre la guerre contre l'Espagne. Ces mésententes ont des conséquences graves : alors que Barberousse se trouve encerclé dans le golfe d'Arta, il réussit à échapper à une destruction quasi certaine avec très peu de dommages ; la Sainte-Ligue perd ainsi une occasion unique[réf. nécessaire].

### La prise de Castelnuovo et ses suites
Malgré cet échec, les Tercios espagnols, appuyés par des renforts de Venise, décident de passer à l'action en se déployant sur la terre ferme et en attaquant les Ottomans. Ils prennent ainsi la forteresse stratégique de Castelnuovo, sur la côte dalmate. L'archiduc Ferdinand cesse de payer le tribut au sultan, prévu par le traité à la suite du siège de Vienne. Cependant, le succès de Castelnuovo, au lieu d'unifier la Sainte Ligue, la morcelle encore plus[réf. nécessaire].
Les Vénitiens réclament en effet immédiatement la cession de la forteresse, située entre leurs enclaves de Raguse et Cattaro et importante pour garantir leur domination sur l'Adriatique. Mais pour des raisons que même les historiens modernes ne s'expliquent pas, Charles Quint refuse de céder la position. En conséquence, les Vénitiens rompent leur alliance avec lui et retirent leurs navires de la Sainte Ligue ; les navires du Pape se retirent également par la suite[réf. nécessaire].
Castelnuovo n'est donc plus défendue que par 3 000 hommes du Tercio de Naples commandés par Andrés de Sarmiento et soutenus par 49 navires commandés par Doria pour les ravitailler et les défendre contre les 200 navires que pouvaient réunir les Musulmans. En raison de cette disparité ainsi que de nouvelles pressions françaises, Doria décide de retirer tous ses navires de la zone. La garnison se retrouve alors complètement isolée, face à la passivité des Vénitiens et de ses propres supérieurs en Italie[réf. nécessaire].

## Déroulement de la bataille

### Effectifs
La bataille oppose 3 000 soldats espagnols, défenseurs de Castelnuovo, à 50 000 ottomans, commandés par Khayr ad-Din Barberousse. Charles Oman évoque lui 60 000 soldats ottomans et 120 navires. 
En juillet 1539 Barberousse commença les préparatifs pour assiéger la forteresse par mer et par terre. La flotte turco-algérienne qui bloqua l'accès depuis la mer était commandée par Barberousse en personne et était composée de 130 galères et 70 galiotes et 20 000 marins vétérans formaient les équipages. Au même moment une armée de 30 000 hommes commandés par l'ulema de Bosnie se déploya sur terre. Pendant que les Turcs finissaient d'encercler la forteresse et creusaient des tranchées, les Espagnols effectuèrent plusieurs sorties pour gêner les travaux. Au cours de l'une d'elles, 800 Espagnols surprennent les janissaires turcs, et leur causent des centaines de morts. Malgré leur très grande supériorité numérique, et le fait que les défenseurs ne disposaient pas d'aliments frais, les premiers assauts furent repoussés. Les Turcs décidèrent d'offrir une honorable reddition aux défenseurs, mais Sarmiento refusa et leur répondit : « venez quand vous le voulez »[réf. nécessaire].
Entre le 24 et 25 juillet, les Turcs laissent 6 000 morts sur le terrain, les Espagnols 100. Le matin suivant, 600 Espagnols sortent de la forteresse et prennent les Turcs par surprise, et c'est la panique dans leur camp. Barberousse doit se réfugier à bord de ses galères.
Barberousse décida alors d'utiliser son artillerie qu'il avait ordonné de déployer à des endroits stratégiques au cours des négociations. Durant plusieurs jours les canons géants turcs bombardèrent la place, comme ils l'avaient fait des années plus tôt avec les murailles plus résistantes de Constantinople ou de Vienne. Les Turcs s'emparèrent des ruines de la forteresse, et les Espagnols survivants se réfugièrent sur les murailles. Le 5 août, Barberousse lance l'attaque générale contre les murailles, mais malgré la perte d'une tour, les Espagnols ne se rendent toujours pas. Le 6 août la pluie empêcha l'utilisation des armes à feu, mais on combattit à l'arme blanche. Le 7 août dernier jour de combats, la forteresse n'avait plus de murailles, et les 600 derniers Espagnols se battirent contre toute l'armée ottomane. Sarmiento et tous ses capitaines moururent dans les derniers combats. Après cela, les 200 Espagnols qui restaient encore en vie se rendirent. Certains furent exécutés sur place peu après la bataille, et le reste fut envoyé à Constantinople comme esclaves[réf. nécessaire].
6 ans plus tard, le 22 juin 1545, un navire entra dans le port de Messine, avec à son bord des prisonniers qui s'étaient échappés des prisons de Constantinople. Parmi eux il y avait 25 Espagnols survivants de Castelnuovo[réf. nécessaire].

## Conséquences
Le courage avec lequel se battit le tercio de Sarmiento provoqua une grande admiration dans toute l'Europe, et des chansons et des poèmes furent écrits sur son exploit, même si au fil du temps il sombra dans l'oubli. La destruction de Castelnuovo, et de manière générale l'échec de la Sainte Ligue de 1538 contribua à renforcer la puissance navale ottomane à un moment où elle aurait pu être éliminée pour toujours. Au cours des années suivantes, les Turcs remportèrent d'importantes victoires comme celles d'Alger (1541), Tripoli (1551), Bougie (1555), Chypre (1570), La Golette (1573), ils s'allièrent même avec les Français pour attaquer Nice en 1543. Les Autrichiens furent contraints de payer à nouveau un tribut aux Ottomans, et les navires algériens furent une menace constante pour les navires espagnols en Méditerranée jusqu'à la bataille de Lépante en 1571[réf. nécessaire].